# Pekka Päivärinta
Pekka Johannes Päivärinta (ur. 4 maja 1949 w Aura) – fiński lekkoatleta, średnio– i długodystansowiec.
Zajął 11. miejsce w biegu na 3000 metrów z przeszkodami na mistrzostwach Europy w 1971 w Helsinkach. Na igrzyskach olimpijskich w 1972 w Monachium zajął 8. miejsce w tej konkurencji, a także odpadł w półfinale biegu na 1500 metrów.
Zdobył brązowy medal w biegu na 3000 metrów na halowych mistrzostwach Europy w 1973 w Rotterdamie, ulegając jedynie Belgom Emielowi Puttemansowi i Willy’emu Polleunisowi. Zwyciężył w pierwszych mistrzostwach świata w biegach przełajowych w 1973 w Waregem, przed Mariano Haro z Hiszpanii i Rodem Dixonem z Nowej Zelandii. Na mistrzostwach Europy w 1974 w Rzymie zajął 13. miejsce w biegu na 5000 metrów i 19. miejsce w biegu na 10 000 metrów.
Zdobył srebrny medal w biegu na 3000 metrów na halowych mistrzostwach Europy w 1975 w Katowicach, przegrywając tylko z Ianem Stewartem z Wielkiej Brytanii, a wyprzedzając Borisa Kuzniecowa ze Związku Radzieckiego.
15 maja 1975 w Oulu ustanowił rekord świata w biegu na 25 000 metrów czasem 1:14:16,8. W tym samym biegu ustanowił rekord w biegu na 15 mil wynikiem 1:11:52,6. Oba rekordy przetrwały do 1979, kiedy to poprawił je Bill Rodgers. Päivärinta zajął 13. miejsce w biegu na 5000 metrów i nie ukończył biegu eliminacyjnego na 10 000 metrów na igrzyskach olimpijskich w 1976 w Montrealu.
Zdobył srebrny medal w biegu na 3000 metrów na halowych mistrzostwach Europy w 1977 w San Sebastián, za Karlem Fleschenem z RFN, a przed Markusem Ryffelem ze Szwajcarii.
Päivärinta był mistrzem Finlandii w biegu na 1500 metrów w 1975, w biegu na 5000 metrów w 1975 i 1977, w biegu na 10 000 metrów w 1973, 1974 i 1976, w biegu na 3000 metrów z przeszkodami w 1971 oraz w biegu przełajowym na 15 kilometrów w latach 1973–1977, a w hali mistrzem w biegu na 1500 metrów w 1972, biegu na 3000 metrów w 1972, 1973, 1975 i 1977 oraz w biegu na 5000 metrów w 1974 i 1975.
Był rekordzistą Finlandii w biegu maratońskim z rezultatem 2:12:10,6, uzyskanym 29 września 1974 w Turku.
Pozostałe rekordy życiowe Päivärinty:
- bieg na 1500 metrów – 3:37,2 (28 czerwca 1973 w Helsinkach)
- bieg na 5000 metrów – 13:28,51 (16 września 1973 w Helsinkach)
- bieg na 10 000 metrów – 27:54,43 (23 czerwca 1976 w Helsinkach)
- bieg na 3000 metrów z przeszkodami – 8:25,4 (26 lipca 1972 w Helsinkach)